# Vienne, Isère
Vienne là một xã của Pháp, có cự ly 20 km so với Lyon, bên sông Rhône. Đây là đô thị lớn thứ nhì sau Grenoble trong tỉnh Isère. Dân số năm 2001 là 29.400 người.
Ngày nay xã này là một trung tâm thương mại và công nghiệp với ngành thực phẩm và du lịch.

## Kết nghĩa
- - Albacete, Tây Ban Nha
- - Esslingen, Đức
- - Goris, Armenia
- - Neath Port Talbot, Anh quốc
- - Piotrków Trybunalski, Ba Lan
- - Schiedam, Hà Lan
- - Udine, Italia
- - Velenje, Slovenia
- - Greenwich, Connecticut, Hoa Kỳ

## Liêt kết ngoàis
- Official website (bằng tiếng Pháp)
- Tourist information Lưu trữ ngày 6 tháng 2 năm 2011 tại Wayback Machine
- Vienne Photogallery Lưu trữ ngày 27 tháng 5 năm 2009 tại Wayback Machine
- Livius.org: Roman Vienne Lưu trữ ngày 17 tháng 5 năm 2008 tại Wayback Machine - pictures
- Trang mạng chính thức of the Festival de jazz à Vienne